# Kuźma Dieriewianko
Kuźma Nikołajewicz Dieriewianko (ros. Кузьма Николаевич Деревянко; ukr. Кузьма Миколайович Дерев'янко, Kuźma Mykołajowycz Derewjanko; ur. 1?/14 listopada 1904 w Koseniwce koło Humania, zm. 30 grudnia 1954 w Moskwie) – generał-lejtnant Armii Czerwonej, radziecki żołnierz narodowości ukraińskiej, przyjmujący kapitulację Japonii w imieniu ZSRR na pokładzie pancernika USS Missouri, Bohater Ukrainy.

## Życiorys
Służył w Armii Czerwonej od 1922 roku, ukończył szkoły wojskowe w Kijowie i Charkowie. Brał udział w wojnie zimowej przeciwko Finlandii. W czasie wojny niemiecko-radzieckiej szef sztabu 53. i 57 Armii oraz 4 Gwardyjskiej Armii brał udział w zdobyciu Budapesztu i Wiednia.
Odznaczony Orderem Lenina (dwukrotnie), Orderem Czerwonego Sztandaru (dwukrotnie), Orderem Kutuzowa I i II klasy, Orderem Bohdana Chmielnickiego, Orderem Suworowa II klasy, Orderem Czerwonej Gwiazdy, Medalem „Za zwycięstwo nad Niemcami w Wielkiej Wojnie Ojczyźnianej 1941–1945", Medalem „Za zwycięstwo nad Japonią”, Medalem „Za zdobycie Budapesztu”, Medalem „Za zdobycie Wiednia”, Medalem jubileuszowym XX-lecia Robotniczo-Chłopskiej Armii Czerwonej, Medalem jubileuszowym 30-lecia Radzieckiej Armii i Marynarki Wojennej. Pośmiertnie wyróżniony przez prezydenta Wiktora Juszczenkę tytułem Bohatera Ukrainy. Pochowany na Cmentarzu Nowodziewiczym w Moskwie.